# Eco Voyager

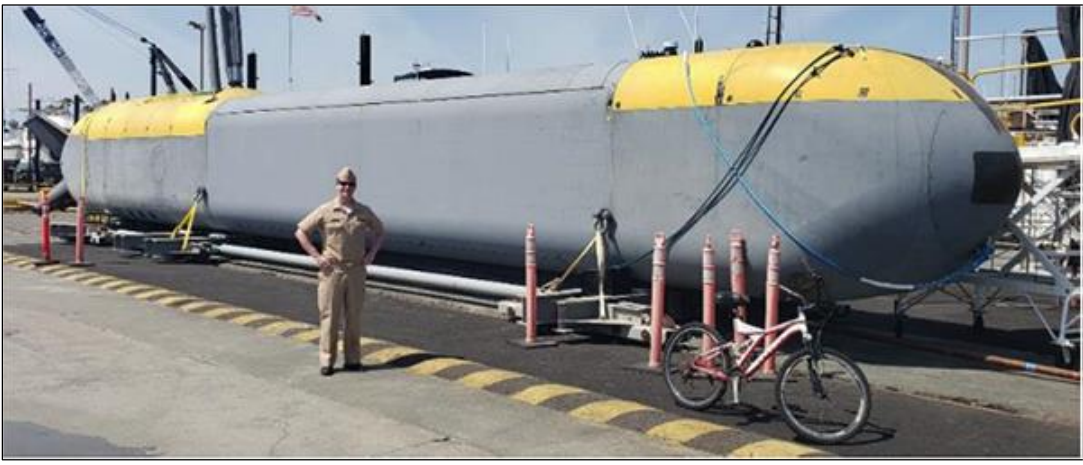

El Echo Voyager es un vehículo submarino autónomo (AUV) construido por Boeing.
El trabajo de diseño del Echo Voyager comenzó en Boeing Phantom Works en 2011 con el objetivo de mejorar los diseños anteriores de AUV que requerían una nave de apoyo tripulada debido a una autonomía de solo unos pocos días y un alcance de varios cientos de millas.  Echo Voyager está destinado a operar misiones extendidas en aguas profundas a una profundidad de hasta 11 000 pies (3352,8 m), con un alcance de hasta 7500 millas (12 070,1 km) y una autonomía de seis meses. 
El Echo Voyager funciona con un sistema híbrido diésel-eléctrico — sumergido, el vehículo utiliza baterías para su propulsión, que se recargan mediante un generador diésel mientras está en la superficie.  El sistema tiene una potencia de unos 18 kilovatios (24,1 HP) y permite que Echo Voyager viaje sumergido durante varios días seguidos .   Los 51 pies (15,5 m) la embarcación está diseñada para adaptarse al uso militar o comercial, con un compartimento de carga útil que mide 30 pies (9,1 m) por 8,5 pies (2,6 m) . 
El Echo Voyager fue construido en las instalaciones Phantom Works de Boeing en Huntington Beach en asociación con Huntington Ingalls Industries .  Las pruebas en una piscina en tierra se realizaron a principios de 2016, y las primeras pruebas en el océano frente a la costa de California en la Bahía de San Pedro y cerca de la Península de Palos Verdes se realizaron de abril a junio de 2017 para probar los sistemas operativos básicos del vehículo.   A partir de mayo de 2018 y durante varios meses más, Boeing envió la Echo Voyager a pruebas más largas en aguas profundas que se centraron en la capacidad de la nave para operar de forma totalmente autónoma.  En febrero de 2019, Boeing ganó un contrato de 43 millones de dólares de la Armada de los Estados Unidos para cuatro AUV Orca basados en el diseño del Echo Voyager . 

## Autonomía avanzada
- El Echo Voyager es un AUV de clase extra grande (XLUUV) completamente autónomo que puede utilizarse para una variedad de misiones que antes eran imposibles debido a las limitaciones de los UUV tradicionales1. Su avanzada autonomía le permite operar en aguas claras y congestionadas sin contacto físico humano.
- Sistema de Navegación: El sistema de navegación del XLUUV cuenta con una Unidad de Navegación Inercial filtrada por Kalman, respaldada por Registros de Velocidad Doppler y sensores de profundidad, ofreciendo una precisión direccional superior.